# Laghi di Faldo
I laghi di Faldo si trovano a Montone (Italia). Sono tre laghi artificiali che hanno una superficie di 60.000 m² di superficie con una profondità di 6 metri.

## Storia
Montone, conferma l’appartenenza ai Longobardi (nel 1770) della porzione di territorio che si estende fino al Tevere sulla destra del Carpina, comprendente l’attuale frazione di Santa Maria di Sette e il Faldo.

## Sport
Sono interamente gestiti dalla Federazione Italiana Pesca Sportiva ed Attività Subacquee e usati per la pesca sportiva. Campionati Italiani, singoli o a coppie si sono svolte in essi.